# Basketbal op de Olympische Jeugdzomerspelen 2010
Basketbal is een van de olympische sporten die beoefend worden tijdens de Olympische Jeugdzomerspelen 2010 in Singapore. De wedstrijden zullen worden gespeeld van 15 tot en met 23 augustus in het *scape. Er is een jongens- en een meisjestoernooi. Er werd in beide toernooien gespeeld met twintig landen, die verdeeld worden in vier groepen van vijf. De top twee plaatst zich voor de kwartfinales. Dit toernooi werd gespeeld volgens andere spelregels dan het gewone basketbal; de FIBA 33-regels.

## FIBA 33-regels
- Er werd gespeeld op een veld half zo groot als een normaal basketbalveld
- Elk team bestaat uit drie spelers, aangevuld met één wisselspeler
- Een wedstrijd duurt twee maal vijf minuten, tenzij één ploeg 33 punten scoort; dan is het spel ten eind
- Er moet binnen de tien seconden een schot op doel zijn

## Deelnemers
Per land mag óf een jongens- óf een meisjesteam meedoen, uitgezonderd gastland Singapore en de Verenigde Staten dat in beide categorieën tot de top vier van de wereld behoort. Hierdoor doen 38 verschillende landen mee. Deelnemers zijn per categorie de vier beste teams van de wereldranglijst aangevuld met landen die door de Internationale basketbalfederatie en het IOC zijn geselecteerd op basis van de lidmaatschapsvorm bij de FIBA (A, B of C), de resultaten op de internationale toernooien voor senioren en junioren, geografische ligging, deelname aan FIBA-toernooien en het ontwikkelingsniveau van de sport in een land.

## Kalender
| Augustus  | 14 | 15 | 16 | 17 | 18 | 19 | 20 | 21 | 22 | 23 | 24 | 25 | 26 |
| --------- | -- | -- | -- | -- | -- | -- | -- | -- | -- | -- | -- | -- | -- |
| Basketbal |    |    |    |    |    |    |    |    |    | 2  |    |    |    |

|  | Competitie |  | Finale |

## Medailles
| Discipline | Goud | Goud                                                                        | Zilver | Zilver                                                               | Brons | Brons                                                                           |
| ---------- | ---- | --------------------------------------------------------------------------- | ------ | -------------------------------------------------------------------- | ----- | ------------------------------------------------------------------------------- |
| Jongens    | SRB  | Sasa Avramovic Nemanja Bezbradica Stefan Popovski-Turanjanin Marko Radonjic | CRO    | Matej Buovac Tomislav Grubisic Stipe Krstanovic Marko Ramljak        | GRE   | Spyridon Panagiotaras Emmanuel Tselentakis Theodoroos Tsiloulis Lampros Vlachos |
|            |      |                                                                             |        |                                                                      |       |                                                                                 |
| Meisjes    | CHN  | Jin Jiabao Ma Xueya Shen Yi Yang Xi                                         | AUS    | Olivia Bontempelli Mikhaela Donnelly Rosemary Fadljevic Hannah Kaser | USA   | Briyona Canty Andraya Carter Amber Henson Kiah Stokes                           |

### Medailleklassement
| Plaats | Land             | NOC    | Goud | Zilver | Brons | Totaal |
| ------ | ---------------- | ------ | ---- | ------ | ----- | ------ |
| 1      | China            | CHN    | 1    | 0      | 0     | 1      |
| 1      | Servië           | SRB    | 1    | 0      | 0     | 1      |
| 3      | Australië        | AUS    | 0    | 1      | 0     | 1      |
| 3      | Kroatië          | CRO    | 0    | 1      | 0     | 1      |
| 5      | Griekenland      | GRE    | 0    | 0      | 1     | 1      |
| 5      | Verenigde Staten | USA    | 0    | 0      | 1     | 1      |
| Totaal | Totaal           | Totaal | 2    | 2      | 2     | 6      |